# 多爾蒂山
多爾蒂山（英語：Mount Dougherty），是南極洲的山峰，位於沙克爾頓海岸，處於桑韋德山和卡拉山之間，屬於伊麗莎白女王嶺的一部分，海拔高度2,790米，美國地質調查局根據測量和該國海軍的空中照片繪入地圖，現時由南極條約體系管理。